# Bürger-Sänger-Zunft München
Ch|Or|chester Bürger-Sänger-Zunft München e.V. (BSZ) ist ein gemischter Chor und Orchester in München. Träger ist ein gemeinnütziger Verein mit derzeit rund 150 Mitgliedern (davon etwa 60 Ausübende in Chor und Orchester). Mitglieder des Vereins sind bzw. waren unter anderem Hans Zehetmair, Christian Ude, Hans-Jochen Vogel und Dieter Reiter.

## Geschichte

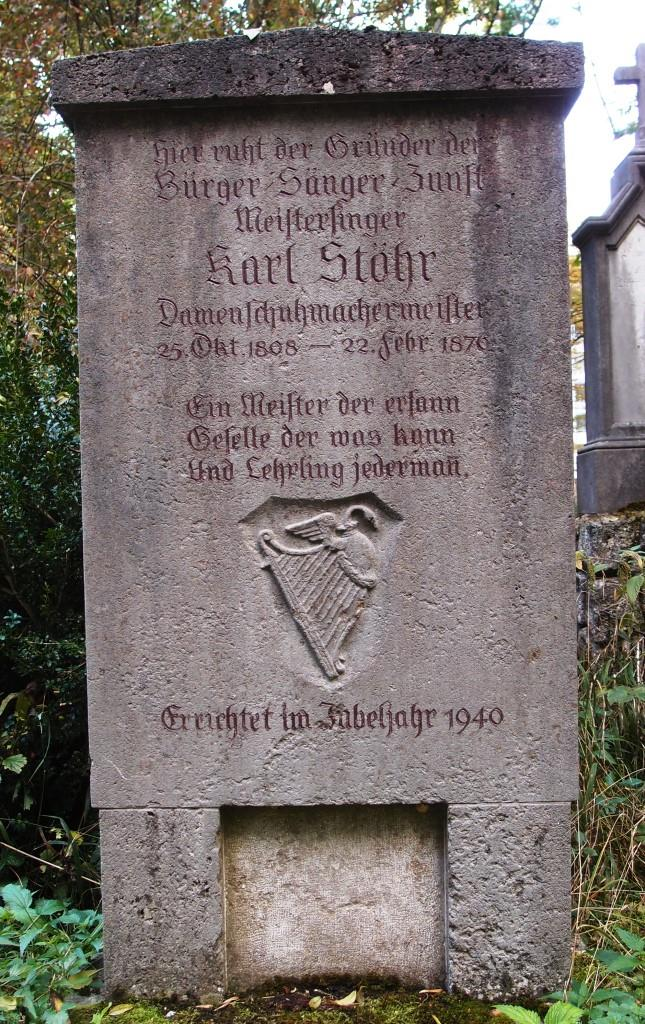
Grab des Gründers der Bürger-Sänger-Zunft, Karl Stöhr, auf dem Alten Südlichen Friedhof in München

Der Verein entstand im Jahr 1840, als sich die Sängergruppe des Münchner Bürgervereins von 1819 selbständig machte. In dieser Zeit war München nicht nur die Hauptstadt des damaligen Königreichs Bayern, sondern auch in zunehmendem Maß ein europäisches Kulturzentrum. Der Bürgerverein war ein wichtiger Träger der Münchner Gesellschafts- und Kulturgeschichte.
Gründer und langjähriger Vorstand der Bürger-Sänger-Zunft war Carl Stöhr (Grabdenkmal auf dem Alten Südlichen Friedhof, wo eine große Zahl von Denkmälern an berühmte Mitglieder der BSZ erinnert). Stöhr war Schuhmachermeister, stammte aus der aufgelösten Schuhmacherzunft, einem Rückgrat der früheren Münchner Meistersingerzunft, in der auch der Nürnberger Hans Sachs das Singen gelernt hatte. Entsprechend der allgemeinen Gesellschaftsentwicklung sollten sich in der 1840 gegründeten Sängervereinigung aber nicht mehr nur Handwerksmeister zu gemeinsamem Singen, Dichten und Musizieren zusammenfinden, sondern allgemein kulturbegeisterte Bürger. Rasch schlossen sich Angehörige bekannter Handwerker- und Wirtsfamilien der BSZ an, darunter mehrere Mitglieder der Bierbrauerfamilie Pschorr, der Weinhändlerfamilie Neuner (fast 100 Jahre führend in der BSZ), der Gewürzhersteller Develey und der Kunstdrucker Obpacher. Die am stärksten in der Zunft vertretene Berufsgruppe war die der Volksschullehrer, bis sie Jahrzehnte später einen eigenen Lehrergesangverein gründete.
Um 1860 galt die BSZ allgemein als die wichtigste Laienvereinigung zur Pflege von Gesang und Musik, überhaupt von Kultur in München und blieb das jahrzehntelang. Viele Vereinigungen sind im Lauf der Geschichte aus ihr hervorgegangen, wie etwa die Gesellige Vereinigung Die Turmfalken, mit denen auch heute enger Kontakt besteht.
Mit der Stadtverwaltung München und deren Bürgermeistern (später Oberbürgermeister) wurde von Anfang an eng zusammengearbeitet. Als dies rechtlich möglich wurde, waren die Bürger- bzw. Oberbürgermeister stets Mitglieder der BSZ. Der BSZ-Gründer Carl Stöhr war auch der Gründer der Handwerkskammer für München und Oberbayern und als Magistratsrat in der Stadtregierung für Soziales zuständig. Die BSZ beteiligte sich wiederholt an Stöhrs Aktivitäten, so bei der Gründung der ersten politischen Parteiorganisation in München, dem Märzverein 1848. Sie gestaltete viele städtische Feierlichkeiten und gab Benefizkonzerte für die Erfüllung sozialer Aufgaben.
Im Jahr 1861 war sie an der Gründung des Bayerischen Sängerbundes beteiligt. Der erste, den Sängerbund prägende musikalische Leiter war ab 1862 der damalige musikalische Leiter der BSZ Konrad Max Kunz. Über 45 Jahre lang war das BSZ-Mitglied Wilhelm Neuner der Schatzmeister des Sängerbunds.
Bedeutende Komponisten und Dirigenten haben in der Bürger-Sänger-Zunft dirigiert: Franz Lachner, Konrad Max Kunz, Max Zenger, Joseph Rheinberger und Richard Trunk. Dichter und Komponisten wie Felix Dahn, Martin Greif oder Richard Strauss waren Ehrenmitglieder.

### Bayernhymne
Unter den für die BSZ geschaffenen Werken ist heute das bekannteste das am 15. Dezember 1860 in der Zunft zum ersten Mal gesungene Lied „Gott mit dir, du Land der Bayern“, seit 1964 die Bayernhymne, Landeshymne des Freistaats Bayern. Das Mitglied der BSZ, der Lehrer Michael Öchsner, hatte den Text gedichtet, und der mit ihm befreundete Dirigent der BSZ, Konrad Max Kunz, hatte die Melodie geschaffen und dazu Sätze für großes Orchester, für verschiedene Instrumentenbegleitungen und für vierstimmigen Chor. Die Originalsätze galten bis vor wenigen Jahren als verschollen. Im Jahr 1995 entdeckte der Archivar der BSZ, Johannes Timmermann, die ältesten Noten der Hymne im BSZ-Archiv. 1996 wurde in der BSZ der große Symphonie-Satz der Hymne von Chor und Orchester der BSZ im Herbstkonzert aus Anlass der Feiern zum 50. Jahrestag der Verfassung des heutigen Freistaates Bayern zum ersten Mal seit sicher weit über hundert Jahren wieder zu Gehör gebracht.
Seither wird an den Kunz-Fassungen in der BSZ und im Bayerischen Landesverein für Heimatpflege gemeinsam gearbeitet. Aber auch viele andere Werke von Kunz konnten wiederentdeckt werden, von denen einige bereits in das Programm von Chor und Orchester der BSZ aufgenommen worden sind.

## Aktivitäten
Neben Singen, Dichten und Musizieren pflegt die BSZ die Geschichte der BSZ und ihres wertvollen Archivs.
Jährlich veranstaltet die BSZ mehrere öffentliche Konzerte. In unregelmäßigen Abständen werden Konzertreisen durchgeführt. So wirkte die BSZ bei der Millenniumsfeier („Fest der Bayern“) im Jahr 2000 in Regensburg mit. Im Juli 2001 wurde eine Konzertreise nach Schwandorf, der Geburtsstadt von Konrad Max Kunz, durchgeführt. Im Sommer 2002 führten Chor und Orchester zusammen mit dem Theaterverein in Alling Carl Orffs Bernauerin auf.
Im Jahr 2008 beteiligte sich die BSZ am Münchner Stadtgeburtstag und ließ unter der Schirmherrschaft von Christian Ude mit einem Festakt im Künstlerhaus die Geschichte des 1. Stadtgründungsfestes 1858 wieder lebendig werden.
Im Rahmen geselliger Veranstaltungen, z. B. im vereinseigenen Waldheim Haar tragen Mitglieder selbstverfasste Gedichte vor oder unterhalten mit anderen Darbietungen.
Einmal jährlich feiert die BSZ im Stil alter Zunftrituale ihren Geburtstag, das „Stiftungsfest“. Bei dieser Gelegenheit versammeln sich Mitglieder mit Familienangehörigen und Freunden in angemessener Umgebung, früher z. B. im Großen Saal des Münchner Hofbräukellers, zu einem Fest, bei dem sich die neuen Mitglieder („Lehrlinge“) meist mit einem selbstverfassten Gedicht vorstellen. Beim Freien Sängertag ist es allen Mitgliedern freigestellt, mit eigens verfassten Werken um die Gunst des Publikums zu werben.
In einer zweimal jährlich erscheinenden Vereinszeitschrift Der Merker informiert die BSZ über sich und ihre Tätigkeit.